# DRAGON GATE NETWORK
DRAGON GATE NETWORKとは、プロレス団体DRAGON GATEの試合等を配信している動画配信サービスである。

## 概要
- 2018年4月1日にDRAGON GATE、GAORA、グローバーの3社で開始した動画配信サービスであり、ビッグマッチや後楽園ホール大会等の主要大会、DRAGON GATEの前身である闘龍門JAPANの試合等を月々1,650円で観られるサービスである。
- オリジナルコンテンツ等が盛り沢山なことを売りにしており、必殺技図鑑等の配信もしている。

## 他のプロレス動画配信サービスとの違い
- 新日本プロレスワールドや、WRESTLE UNIVERSE等は、CS放送やABEMAの実況・解説が均一であったり、異なったりするが、DRAGON GATE NETWORKは一部の大会を除き、実況解説を設けていない（なお、実況解説付きの大会は、後日GAORAで放送するための配慮である）。
- 見逃した試合や大会等は1週間限定での配信となっている（他のプロレス動画配信サイトは一部の大会を除いても、いつでも観られる配信になっている）。
- DRAGON GATE所属選手の入場曲は流せるが、権利の関係もあるため、他団体選手や、ウルティモ・ドラゴンの曲については無音になっている（他の配信サイトは曲の差し替え対応が多い）。